# Брондз, Дмитрий Фёдорович
Дмитрий Фёдорович Брондз (2 мая 1933 года, Винница — 2 сентября 1971 года, Харьков) — советский спортсмен (шашки), спортивные деятель. Мастер спорта СССР по шашкам (1963). Чемпион УССР по русским шашкам среди мужчин (1965, 1967).
Учился и жил в г. Днепропетровске. Возглавлял шашечную Федерацию города Днепропетровска
Принимал участие в финале XXIII чемпионата СССР по русским шашкам среди мужчин (г. Лиепая, 1963).
Анатолий Чернышевич: «Игрок острого стиля, напористый, цепкий, он не боялся играть сложные малоизученные позиции, смело отходил от теории, навязывая борьбу…он так жил: стремительно, напористо, готовый преодолевать любые препятствия, хотел успеть сделать как можно больше, будто зная, как мало ему отведено жизни. Небольшого роста, крепко скроенный, очень сильный, со светлыми волнистыми волосами, доброжелательный».
Погиб в автокатастрофе возле Харькова.
Анатолий Чернышевич: «В Харьковском ш/шашечном клубе стартовал большой турнир. Дмитрий ... возвращался в Днепропетровск через Харьков… Он решил ехать на такси. На выезде из Харькова автомобиль.. занесло на скользкой дороге, и Митя погиб».